# Phumosia flavipennis
Phumosia flavipennis är en tvåvingeart som beskrevs av Kurahashi, Benjaphong och Omar 1997. Phumosia flavipennis ingår i släktet Phumosia och familjen spyflugor. Inga underarter finns listade i Catalogue of Life.